# Jakob Gimpel
Jakob Gimpel   (Lviv, 16 d'abril de 1906 - 12 de març de 1989) ser un pianista i educador polonès.
Jakob Gimpel va néixer a Lvov (llavors a la Galícia polonesa, part de l'Imperi Austríac-Hongarès, i ara Lviv, Ucraïna). El germà petit de Gimpel, Bronislaw Gimpel, era un destacat violinista de concerts, i el seu germà gran, Karol Gimpel, era pianista i director d'orquestra.

## Carrera
Gimpel va començar els seus estudis de piano amb el seu pare, Adolph, i més tard va estudiar piano amb Cornelia Tarnowska i Eduard Steuermann, i teoria de la música amb Alban Berg. Gimpel va fer el seu debut a Viena, Àustria, el 1923, amb lOrquestra Concertgebouw, dirigida per Pierre Monteux. Va tocar el 2n Concert per a piano de Rakhmàninov.
Gimpel va fer una gira amb els violinistes Bronisław Huberman, Erika Morini, Nathan Milstein, i el seu germà, Bronislav. El 1937, Gimpel va ajudar Huberman a fundar lOrquestra Simfònica de Palestina, ara lOrquestra Filharmònica d'Israel. Gimpel va emigrar a Nova York el 1938 i més tard es va traslladar a Los Angeles.

## Crèdits cinematogràfics
Entre els crèdits cinematogràfics de Gimpel es registren aparicions a Gaslight, Possessed, Letter from a Unknown Woman, Strange Fascination, The Story of Three Loves, Planet of the Apes i The Mephisto Waltz. Gimpel també va gravar música per a dos dibuixos animats clàssics: Rhapsody Rabbit i el curt guanyador de l'Oscar per Tom i Jerry del dibuixant Johann Mouse.

## Darrers anys i honors
Gimpel va ser un dels primers artistes europeus-americans a tornar a Europa després de la Segona Guerra Mundial; Va tocar centenars de concerts a Alemanya Occidental el 1954. De 1971 a 1986, Gimpel va ser professor en residència a la Universitat Estatal de Califòrnia, Northridge (CSUN). Va ser guardonat amb l'Orde del Mèrit de l'Alemanya Occidental, Primera Classe, i, el 1975, el Premi Ben-Gurion de l'Estat d'Israel.
El 9 de maig de 1979, Gimpel estava programat per donar un recital conjunt a Los Angeles amb el seu germà Bronislav Gimpel. Bronislav va morir inesperadament diversos dies abans de l'actuació i Jakob va tocar un recital en solitari en memòria del seu germà.

## Filmografia
| Any  | Títol         | Rol      | Notes                        |
| ---- | ------------- | -------- | ---------------------------- |
| 1944 | Gaslight      | Pianista |                              |
| 1947 | Possessed     | Pianista |                              |
| 1955 | The Big Combo | Pianista | Uncredited, (final film rol) |